# اینجا من فرمان میدم
«آکی یو ماندو» (Aquí Yo Mando؛ اسپانیایی آمریکای لاتین: [aˈki ˈʝo ˈmando]؛ ترجمه واژه‌به‌واژه: «اینجا من فرمان میدم») ترانه‌ای از هنرمندان آمریکایی کالی اوچیس و ریکو نستی می‌باشد که در ۷ اوت سال ۲۰۲۰ به‌عنوان تک‌آهنگ اصلی دومین آلبوم استودیویی اوچیس تحت عنوان بی‌باک (از عشق و دیگر شیاطین) منتشر گردید. این ترانه درمورد رابطهٔ جنسی است و بخش عمده‌ای از آن به زبان اسپانیایی خوانده شده‌است.